# Antonio Tomás
Antonio Tomás González (* 19. Januar 1985 in Torrelavega) ist ein ehemaliger spanischer Fußballspieler.

## Spielerkarriere
Der Kantabrier Antonio Tomás stammt aus der Jugend von Racing Santander. Von 2003 bis 2005 spielte er zudem zwei Jahre lang für Racing B. Anschließend wurde er in die erste Mannschaft berufen. Er kam in seiner Premieren-Saison bereits auf zahlreiche Einsätze. Anschließend wurde er in einem aufwendigen Spielertausch mit dem galicischen Ligarivalen Deportivo La Coruña zunächst an die Galicier verkauft und unmittelbar danach für die Saison 2006/07 ausgeliehen. In allen 20 Ligaspielen, in denen Antonio Tomás für Racing in dieser Spielzeit auflief, stand er von Beginn an auf dem Platz.
Seit Sommer 2007 ist Antonio Tomás ausschließlich für Deportivo aktiv, kam in der Hinrunde der Saison 2007/08 jedoch nicht über seine Reservistenrolle hinaus. In den folgenden Jahren kam er teilweise zu regelmäßigen Einsätzen, konnte sich jedoch nie wirklich durchsetzen. Sein auslaufender Vertrag wurde im Sommer 2011 nicht verlängert.
Erst im September 2011 fand er einen neuen Arbeitgeber, so heuerte er beim Erstligisten Real Saragossa an und unterschrieb dort einen Vertrag bis zum Ende der Saison 2011/12. Bereits im Winter, vor Ablauf seines Vertrages, schloss er sich ZSKA Sofia an, blieb dort jedoch ebenfalls nur wenige Monate und unterzeichnete schließlich im November 2012 einen neuen Vertrag bei CD Numancia.